# Tournoi de clôture du championnat de Bolivie de football 2004
Navigation
Saison précédente Saison suivante
Le tournoi de clôture de la saison 2004 du Championnat de Bolivie de football est le second tournoi semestriel de la trentième édition du championnat de première division en Bolivie.
Le tournoi est organisé de façon différente du tournoi Ouverture, en deux phases :
- les douze équipes sont réparties en deux poules de six, les quatre premiers se qualifient pour la deuxième phase.
- la deuxième phase (l'Octogonal) permet de désigner le vainqueur du tournoi, qui est le club en tête du classement à l'issue des rencontres.

C'est le club de The Strongest La Paz qui remporte la compétition cette saison après avoir battu Oriente Petrolero en finale, les deux clubs ayant terminé à égalité de points en tête de l'Octogonal. C'est le septième titre de champion de Bolivie de l'histoire du club.

## Qualifications continentales
Le vainqueur du tournoi Clôture se qualifie pour la Copa Libertadores 2006. Une autre place est attribuée au vainqueur du barrage entre le deuxième du tournoi Ouverture et le deuxième du classement de l'Octogonal.

## Les clubs participants
| - Jorge Wilstermann Cochabamba - Aurora Cochabamba - Oriente Petrolero - Bolivar La Paz - Club Blooming - Iberoamericana La Paz | - San José Oruro - Real Potosi - Unión Tarija - The Strongest La Paz - Real Santa Cruz - La Paz FC |

## Compétition
Le barème utilisé pour établir l'ensemble des classements est le suivant :
- Victoire : 3 points
- Match nul : 1 point
- Défaite : 0 point

### Première phase
| Rang | Équipe                | Pts | J  | G | N | P | Bp | Bc | Diff |
| ---- | --------------------- | --- | -- | - | - | - | -- | -- | ---- |
| 1    | Bolívar La Paz        | 18  | 10 | 4 | 6 | 0 | 11 | 6  | +5   |
| 2    | San José Oruro        | 17  | 10 | 5 | 2 | 3 | 19 | 10 | +9   |
| 3    | The Strongest La Paz  | 14  | 10 | 4 | 2 | 4 | 10 | 14 | -4   |
| 4    | Real Potosí           | 12  | 10 | 3 | 3 | 4 | 19 | 17 | +2   |
| 5    | Iberoamericana La Paz | 12  | 10 | 3 | 3 | 4 | 11 | 16 | -5   |
| 6    | La Paz FC             | 7   | 10 | 1 | 4 | 5 | 12 | 19 | -7   |

| Rang | Équipe                       | Pts | J  | G | N | P | Bp | Bc | Diff |
| ---- | ---------------------------- | --- | -- | - | - | - | -- | -- | ---- |
| 1    | Club Blooming                | 18  | 10 | 5 | 3 | 2 | 19 | 14 | +5   |
| 2    | Unión Tarija                 | 16  | 10 | 5 | 1 | 4 | 15 | 14 | +1   |
| 3    | Jorge Wilstermann Cochabamba | 15  | 10 | 4 | 3 | 3 | 13 | 10 | +3   |
| 4    | Oriente Petrolero            | 13  | 10 | 3 | 4 | 3 | 13 | 11 | +2   |
| 5    | Aurora Cochabamba            | 12  | 10 | 3 | 3 | 4 | 10 | 16 | -6   |
| 6    | Real Santa Cruz              | 8   | 10 | 2 | 2 | 6 | 14 | 19 | -5   |

### Octogonalfinal
| Rang | Équipe                       | Pts | J  | G | N | P  | Bp | Bc | Diff |
| ---- | ---------------------------- | --- | -- | - | - | -- | -- | -- | ---- |
| 1    | The Strongest La Paz         | 27  | 14 | 9 | 0 | 5  | 27 | 14 | +13  |
| 2    | Oriente Petrolero            | 27  | 14 | 9 | 0 | 5  | 31 | 18 | +13  |
| 3    | Real Potosí                  | 24  | 14 | 7 | 3 | 4  | 32 | 27 | +5   |
| 4    | San José Oruro               | 24  | 14 | 7 | 3 | 4  | 28 | 27 | +1   |
| 5    | Jorge Wilstermann Cochabamba | 20  | 14 | 5 | 5 | 4  | 15 | 14 | +1   |
| 6    | Bolívar La Paz               | 18  | 14 | 6 | 3 | 6  | 22 | 32 | -10  |
| 7    | Club Blooming                | 13  | 14 | 4 | 1 | 9  | 22 | 28 | -6   |
| 8    | Unión Tarija                 | 6   | 14 | 1 | 3 | 10 | 18 | 35 | -17  |

### Barrage pour le titre
| Équipe 1             | Résultat | Équipe 2          | Aller | Retour | Appui         |
| -------------------- | -------- | ----------------- | ----- | ------ | ------------- |
| The Strongest La Paz | 3 - 4    | Oriente Petrolero | 1 - 3 | 2 - 1  | 1 - 1 4-3 tab |

### Barrage pour la Copa Libertadores
- Le deuxième de l'Octogonal affronte le deuxième du tournoi Ouverture pour la 3e place en Copa Libertadores.

| Équipe 1          | Résultat | Équipe 2          | Aller | Retour |
| ----------------- | -------- | ----------------- | ----- | ------ |
| Oriente Petrolero | 5 - 3    | Aurora Cochabamba | 3 - 1 | 2 - 2  |

## Relégation
Comme lors des saisons précédentes, un classement cumulé des performances sur les deux dernières saisons (tournois Ouverture et Clôture 2003 et 2004) permet de déterminer les clubs relégués. Le dernier de ce classement est directement relégué en deuxième division tandis que l'avant-dernier doit disputer un barrage de promotion-relégation face au deuxième de Copa Simon Bolivar.
| Rang | Équipe                       | Pts | J  | G | N | P | Bp | Bc | Diff |
| ---- | ---------------------------- | --- | -- | - | - | - | -- | -- | ---- |
| 1    | Bolívar La Paz               | 134 | 66 |   |   |   |    |    |      |
| 2    | The Strongest La Paz         | 109 | 66 |   |   |   |    |    |      |
| 3    | Jorge Wilstermann Cochabamba | 107 | 66 |   |   |   |    |    |      |
| 4    | Oriente Petrolero            | 97  | 66 |   |   |   |    |    |      |
| 5    | Real Potosi                  | 95  | 66 |   |   |   |    |    |      |
| 6    | Aurora Cochabamba            | 91  | 66 |   |   |   |    |    |      |
| 7    | San José Oruro               | 87  | 66 |   |   |   |    |    |      |
| 8    | Club Blooming                | 81  | 66 |   |   |   |    |    |      |
| 9    | Unión Tarija                 | 80  | 66 |   |   |   |    |    |      |
| 10   | La Paz FC                    | 38  | 32 |   |   |   |    |    |      |
| 11   | Iberoamericana La Paz        | 77  | 66 |   |   |   |    |    |      |
| 12   | Real Santa Cruz              | 34  | 32 |   |   |   |    |    |      |

### Barrage de promotion-relégation
| Équipe 1                  | Résultat | Équipe 2                   | Aller | Retour | Appui |
| ------------------------- | -------- | -------------------------- | ----- | ------ | ----- |
| Primero de Mayo Beni (D2) | 3 - 12   | (D1) Iberoamericana La Paz | 3 - 1 | 0 - 9  | 0 - 2 |

## Bilan de la saison
| Championnat de Bolivie de football 2004 |                                 |
| Champion                                | The Strongest La Paz (7e titre) |
| Qualifications continentales            |                                 |
| Copa Libertadores 2005                  | The Strongest La Paz            |
| Copa Libertadores 2005                  | Oriente Petrolero               |
| Promotions et relégations               |                                 |
| Promus en Primera A                     | Destroyers Santa Cruz           |
| Relégués en Torneo Simon Bolívar        | Real Santa Cruz                 |